# Eduard Mercader i Sacanella
Eduard Mercader i Sacanella (Barcelona, 16 de maig de 1851 - Sarrià, 22 d'agost de 1919) fou un arquitecte català.

## Biografia
Fill de Joan Mercader i Baguer i de Bernarda Sacanella i Mercè, es va casar amb Concepció Brunet i Viadera, amb qui van tenir cinc fills (Julia, Eduard, Concepció, Antoni i Lluís). El 1877 acabà els estudis d'arquitectura a Barcelona. Fou arquitecte municipal de Granollers fins al 1890. A més de les seves obres, va fer algunes col·laboracions amb Josep Domènech i Estapà.

## Obra
| Obra                                                | any  | lloc                                                        | imatge |
| --------------------------------------------------- | ---- | ----------------------------------------------------------- | ------ |
| Cases Joan Miquel Bertrand                          | 1888 | Sant Pere Més Alt, 72-72 i Victòria, 4-6 (Barcelona)        |        |
| Casa Maria Concepció de Mora                        | 1890 | Ctra. Santa Creu d'Olorda a Sarrià, 18-20 (Vallvidrera)     |        |
| Església de la Mare de Déu de Núria                 | 1890 | Bon Pastor, 7-9 (Barcelona)                                 |        |
| Escola Pia de Sarrià                                | 1894 | Sarrià                                                      |        |
| Can Deu                                             | 1897 | Pl. Concòrdia, 13 (Les Corts)                               |        |
| Torre Bayer                                         | 1897 | Diputació, 324 i Bailèn, 59 (Barcelona)                     |        |
| Casa-fàbrica Pons                                   | 1899 | Sant Pere Més Alt, 59-59 bis i Trafalgar, 50-52 (Barcelona) |        |
| Casa Adelaida Carlota de Alfaro (reforma-ampliació) | 1902 | València, 266 (Barcelona)                                   |        |
| Cases de la Compañía de Cerillas i Fósforos         | 1902 | Trafalgar, 10-14 i Ortigosa, 11-13                          |        |
| Casa Eduard Mercader (Bruc-Mallorca)                | 1902 | Bruc, 121 i Mallorca, 299 (Barcelona)                       |        |
| Casa Eduard Mercader (Pau Claris)                   | 1903 | Pau Claris, 163 (Barcelona)                                 |        |
| Casa Jaume Larcegui                                 | 1905 | Balmes, 83 (Barcelona)                                      |        |
| Casa Antoni Carreras i Robert                       | 1908 | Francesc Gumà, 17 (Sitges)                                  |        |
| Sant Pere de les Puel·les (reforma)                 | 1911 | Pl. Sant Pere, 15-16 (Barcelona)                            |        |
| Torre dels Marquesos d'Alòs                         | 1912 | Sarrià                                                      |        |
| Casa Maria Quintana                                 | 1915 | Clos de Sant Francesc, 51 (Sarrià)                          |        |